# Прочено
Прочено (итал. Proceno) — коммуна в Италии, располагается в регионе Лацио, в провинции Витербо.
Население составляет 612 человека (2008 г.), плотность населения составляет 15 чел./км². Занимает площадь 42 км². Почтовый индекс — 1020. Телефонный код — 0763.
Покровительницей коммуны почитается святая Агнесса из Монтепульчано, празднование 20 апреля.

## Демография
Динамика населения:

## Администрация коммуны
- Официальный сайт: http://www.comunediproceno.vt.it/